# ماکسیمیلیان شاستانه
ماکسیمیلیان شاستانه (فرانسوی: Maximilien Chastanet‎؛ زادهٔ ۱۵ مارس ۱۹۹۶) شمشیرباز اهل فرانسه است.